# 梅里特鎮區 (密歇根州)
梅里特鎮區（英語：Merritt Township）是位於美國密歇根州貝縣的一個行政鎮區。

## 地方資料
梅里特鎮區的面積為82.03平方千米，當中陸地面積為81.96平方千米，而水域面積為0.07平方千米。根據2020年美國人口普查的數據，當地共有人口1352人，而人口密度為每平方千米16.48人。